# Random Thinking

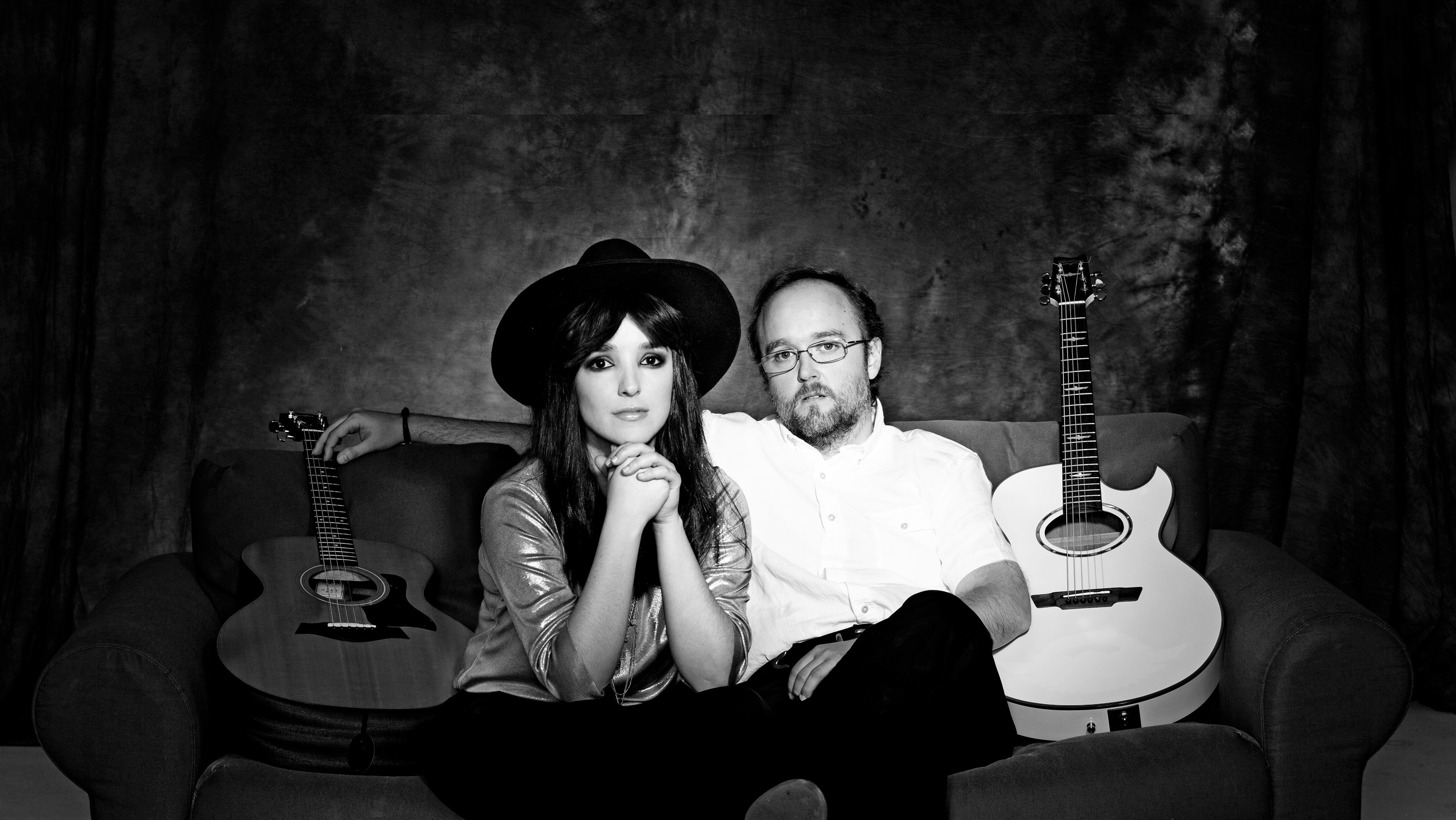
Los hermanos Aurora y Ángel Pérez, componentes del proyecto musical Random Thinking.

RÁNDOM THINKING es el proyecto musical de los hermanos compositores Aurora Pérez (voz, guitarra, producción y dirección artística) y Ángel Pérez (guitarra, producción y dirección artística), naturales de San Fernando (Cádiz). Su música se enmarca dentro del género folk-rock con influencias de otros estilos como Soul, Country y Smooth Jazz. Su disco debut homónimo fue publicado en diciembre de 2014. En septiembre de 2017 lanzan su segundo LP titulado Right here and now (Aquí y ahora). 

## Carrera musical
Aurora y Ángel comienzan a estudiar guitarra clásica y a componer sus primeros temas en la adolescencia. Compaginan su actividad musical con la realización de estudios científicos universitarios: Licenciatura en Química e Ingeniería Industrial, respectivamente. En agosto de 2013 autoeditan un primer EP digital con seis canciones acústicas grabadas en directo y empiezan a tocar en acústico en salas del circuito madrileño. En agosto de 2014 graban su primer LP en PKO Studios (Madrid, Boadilla del Monte) con el Ingeniero de Sonido Caco Refojo (ganador de cinco premios Grammy). Cuentan con la participación de Bernd Voss a la guitarra eléctrica (Bonnie Tyler, Miguel Ríos), José Mena en la batería (Jorge Drexler), Alberto Miras al piano (Paco Cepero), José Manuel Posada “Popo” al bajo (Concha Buika), Gospel Factory a los coros y Jaime Roldán como asesor en la producción artística. Todos los temas del disco (compuestos por Aurora y Ángel) fueron grabados en directo desde el estudio y con equipos analógicos. 
En noviembre de 2014 Pilar Arzak (Peligrosamente Juntos- Radio 3) y Lara López (Músicas Posibles- Radio 3) presentan varios temas del álbum, entre ellos el primer single Off-Season. Críticos y medios como Radio Nacional de España, M80, Cadena Ser, Kiss TV, Onda Madrid, Cadena Cope, Canal Sur, y Radio 3 se hacen eco de la aparición de Random Thinking en la escena musical. Giran por España en numerosos conciertos y festivales, como XXX Verano Cultural de Milagros (Burgos) junto a Luar na Lubre, No sin Música (Cádiz), XI Festival de Blues de Burlada (Pamplona), Palacio del Infantado (Guadalajara), XVIII Festival Internacional La Isla del Blues (San Fernando), Huercasa Nights (Huercasa Country Festival, FestiMad), Auditorio Torrente Ballester (Ferrol), Auditorio Joaquín Rodrigo (Madrid), Centro Cultural Peñalba (Villalba), Cajas de Música 2016 y Escenario Santander (Santander), Matadero (Madrid Río), Espacio de Cultura Contemporánea (Cádiz), Plaza de la Remonta (Madrid), sala Pícaro (Toledo),  entre otros muchos. 
Su disco debut Random Thinking (diciembre de 2014), autoproducido y autoeditado por ambos hermanos, les valió el reconocimiento unánime de crítica y público, situándoles como una de las propuestas con mayor proyección de la actual escena musical. Son escogidos entre los cinco mejores artistas nacionales por el programa Toma Uno de Radio 3, catalogado como excelente por El Diario Vasco, escogido entre los mejores discos del año y espectáculo recomendado por medios de todo el país.
En septiembre de 2017 ve la luz su segundo álbum Right here and now (septiembre de 2017). El presente como lo único que realmente nos pertenece, la superación de nuestros propios miedos y la libertad, son la temática fundamental de las once canciones que lo componen. De nuevo, el disco es íntegramente producido por los hermanos Aurora y Ángel, grabado en PKO Studios (Madrid, Boadilla del Monte, Madrid) y cuentan con “Caco” Refojo en la ingeniería de sonido. El diseño gráfico de la obra corre a cargo del artista británico Ian Ross, partícipe de la mítica portada de Mike Oldfield “Tubular Bells” y diseñador habitual de artistas como Eric Clapton, Van Morrison o Paul Carrack, entre otros.  
El primer single de su segundo disco se titula It´s a long, long road. Fue estrenado el 6 de septiembre de 2017 en el programa Disco Grande (Radio 3) con Julio Ruiz . Así mismo, el videoclip del sencillo fue estrenado en exclusiva por la web de RTVE. El disco ve la luz oficialmente el 22 de septiembre, estrenado por la revista especializada Ruta 66. La presentación oficial en directo del disco tuvo lugar en la sala Clamores (Madrid), el 19 de octubre de 2017. De nuevo, el trabajo es alabado de forma unánime por la crítica especializada, recibiendo apoyo de los principales medios autonómicos y nacionales.
Durante 2018, 2019 y 2020 continúan presentando su disco por escenarios de toda España, incluyendo conciertos dentro de giras de teatros, así como ciclos culturales autonómicos y provinciales. La presentación de su segundo disco en XIX Noches en los Jardines del Real Alcázar de Sevilla se salda con cuatro noches de entradas agotadas. Otros conciertos realizados son: Real Teatro de Las Cortes (San Fernando, Cádiz), festival Alcalá Suena (Alcalá de Henares, Madrid),  festival XXX Folkpozoblanco (Pozoblanco, Córdoba), XXI Conciertos Castillo de Guardias Viejas (El Ejido, Almería), III Conciertos Castillo de San Romualdo (San Fernando, Cádiz), Festival A la mar (Castro Urdiales, Cantabria), Ruinas de Viana (Viana, Navarra) y Castillo de Mancilla (Mancilla, Navarra), XXIII Ciclo de Música de Santiponce (Santiponce, Sevilla),  XX Festival Internacional de Música Étnica de Chiclana (Chiclana, Cádiz), Teatro Real Carlos III (Aranjuez, Madrid), Casa de la Cultura de Illescas (Illescas, Toledo), sala Central Lechera (Cádiz), Teatro Federico García Lorca (Castilleja de Guzmán, Sevilla), Electric Rock Day (Jerez, Cádiz),  Fiestas de San Blas-Canillejas (Madrid), Aula Universitaria Maese Rodrigo (Carmona, Sevilla), VIII Festival de las Letras (La Puebla de Cazalla, Sevilla), Centro Andaluz de Arte Contemporáneo (Sevilla).
Han sido artista invitado de bandas internacionales como The Jayhawks (USA), Little Mike and the tornadoes (USA) , Aaron Keylock (USA) o Them Dirty Roses (USA). 
Durante el verano de 2020 presentan su nuevo espectáculo Windy & Warm, estrenado en XXI Noches en los Jardines del Real Alcázar de Sevilla, de nuevo con cuatro fechas de entradas agotadas. Así mismo, participan en la banda sonora de la película de José Manuel Colón, El Camino, estrenada en otoño de 2020. Durante el verano de 2022 retoman los conciertos en directo tras la pandemia, a la vez que trabajan en la preproducción de lo que será su próximo disco. 

## Discografía
- Right here and now (septiembre de 2017)
- Random Thinking (diciembre de 2014)
- Random Thinking EP (agosto de 2013)